# Ariosoma ophidiophthalmus
Ariosoma ophidiophthalmus és una espècie de peix pertanyent a la família dels còngrids.

## Descripció
- Nombre de vèrtebres: 150-153.
- 181-192 radis tous a l'aleta dorsal.
- 142-152 radis tous a l'aleta anal.
- Aletes pectorals de coloració clara.[5]

## Hàbitat
És un peix marí, demersal i de clima tropical que viu entre 110-115 m de fondària.

## Distribució geogràfica
Es troba a l'Índic occidental: Saya de Malha.

## Observacions
És inofensiu per als humans.